# Église do Pópulo

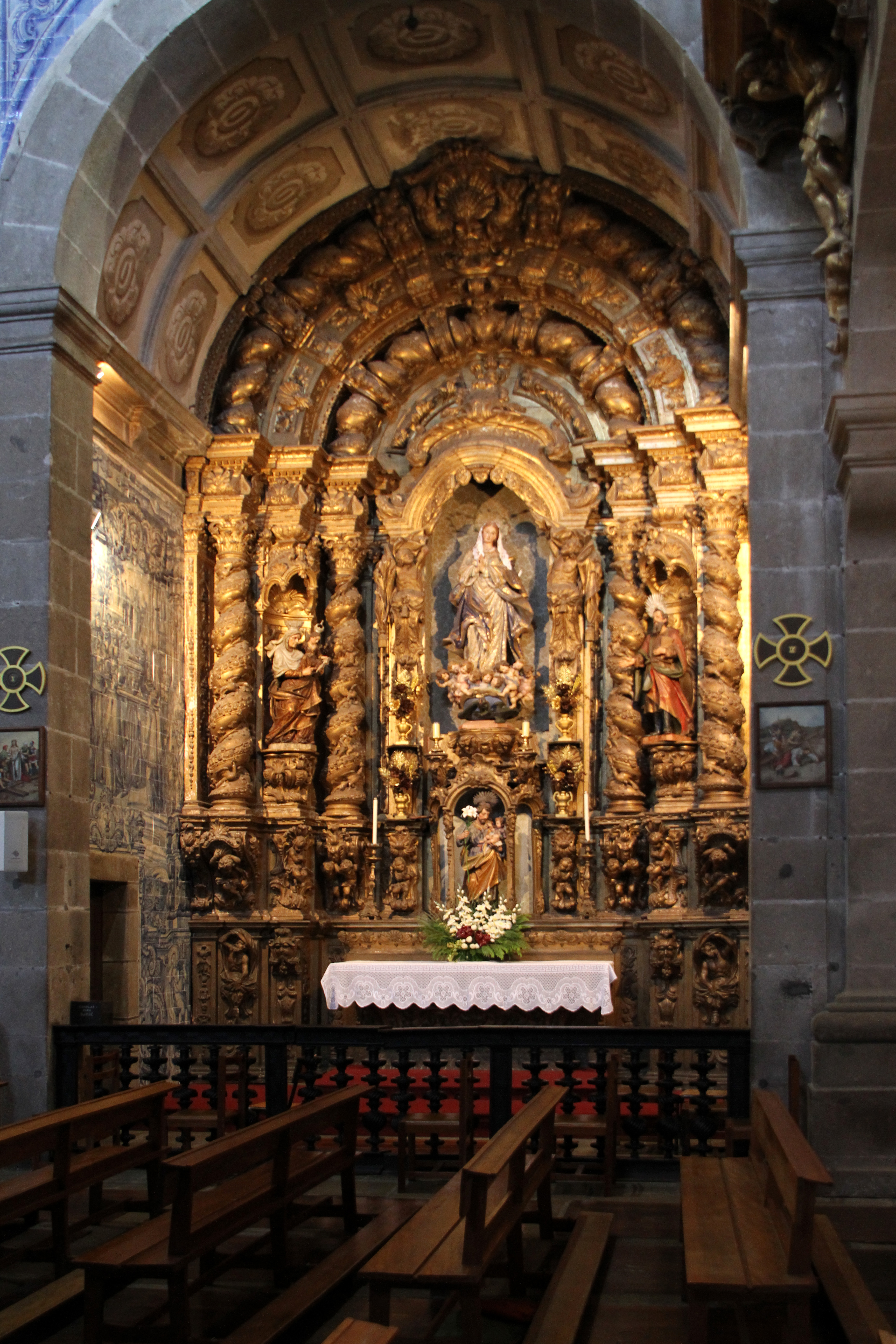
Intérieur de l'église de Pópulo.

L'église do Pópulo (en portugais : Igreja do Pópulo, littéralement église du Peuple) est une église néoclassique située à Braga, au Portugal. L'église est classée immeuble d'intérêt public depuis 1977.

## À propos
La construction de l'église a commencé à la fin du XVIe siècle sous l'ordre de l'archevêque D. Frei Agostinho de Jesus, pour invoquer la Vierge Marie qui est glorifiée dans l'église Santa Maria del Popolo à Rome.
Sa façade a subi quelques modifications au XVIIIe siècle pour adopter un style néoclassique conçu par Carlos Amarante, un architecte portugais. Son intérieur est décoré de carreaux de faïence ainsi que d'un autel baroque.

## Source de traduction
- (en) Cet article est partiellement ou en totalité issu de l’article de Wikipédia en anglais intitulé « Pópulo Church » (voir la liste des auteurs).